# امكشود آيت وتفاو (توندوت)
امكشود آيت وتفاو هي إحدى مشيخات المملكة المغربية، تتبع جغرافيا لإقليم ورززات وإداريًا لتوندوت. يقدر عدد سكانها بـ 3042 نسمة حسب الإحصاء الرسمي للسكان والسكنى لسنة 2004.